# Jáider Arboleda
Jáider Enríque Arboleda (ur. 19 lutego 1985 r. w Tumáco) – kolumbijski piłkarz występujący obecnie w Real Cartagena.